# Paquet (réseau)
Pour les articles homonymes, voir Paquet.

En-tête de paquet IPv6.

Dans le contexte d'un réseau informatique, le paquet est un bloc de données et l'entité de transmission de la couche réseau (couche 3 du modèle OSI).

## Description
Afin de transmettre un message d'une machine à une autre sur un réseau, celui-ci est découpé en plusieurs paquets transmis séparément.
Un paquet inclut un en-tête (en anglais, header), comprenant les informations nécessaires pour acheminer et reconstituer le message, et encapsule une partie des données. Exemple : le paquet IP.
Le paquet ne doit pas être confondu avec la trame, correspondant à la couche liaison (couche 2 du modèle OSI). Exemple : la trame Ethernet.